# Calice al Cornoviglio
Calice al Cornoviglio – miejscowość i gmina we Włoszech, w regionie Liguria, w prowincji La Spezia.
Według danych na rok 2004 gminę zamieszkiwały 1172 osoby, 34,5 os./km².